# Mozilla Europe
Mozilla Europe war ein bis 2012 bestehender Verein, der sich um die Verbreitung und Vermarktung sowie die Entwicklung von Mozilla-Produkten bemühte. Der Hauptsitz befand sich in Paris.
Die beiden wichtigsten Produkte, für die Mozilla Europe Entwicklung, Verbreitung und Vermarktung förderte, war der Webbrowser Firefox und das E-Mail-Programm Thunderbird. Mozilla Europe war seit Januar 2004 für die Steigerung des Marktanteils und die Popularität von Firefox verantwortlich. Darüber hinaus organisierte Mozilla Europe ein offenes Entwicklertreffen, das einmal im Jahr in einer großen Stadt in Europa stattfand. Auch die Planung und Realisierung von Werbeaktionen und Konferenzen sowie die allgemeine Öffentlichkeitsarbeit gehörten zum Aufgabenfeld der Organisation.

## Geschichte
Am 17. Februar 2004 gaben Mozilla-Mitwirkende und die Mozilla Foundation bekannt, dass die gemeinnützige Organisation Mozilla Europe von Peter Van der Beken und Tristan Nitot gegründet wurde. Ziel der Organisation war ursprünglich das Anwerben von Nutzern und Entwicklern in Europa, insbesondere für den damals hauptsächlich in Nordamerika verbreiteten Webbrowser Mozilla 1.6. Mozilla Europe sollte darüber hinaus für Unternehmen und Verwaltungen als lokaler Ansprechpartner zur Realisierung des unternehmensweiten Einsatzes dienen.
Am 9. Mai 2005 hat Mozilla Europe angekündigt, die beiden Gründer Van der Beken und Nitot als Mitarbeiter einzustellen. Hauptaufgabe der beiden war es, die Entwicklernetze in Europa auszuweiten und zu verfeinern, das heißt die Kommunikation der Entwickler untereinander zu verbessern. Daneben hatten sie die Leitung im Marketing- und Technikbereich übernommen.
Mozilla Europe wurde 2012 aufgelöst.

## Vorstand
Mozilla Europe verfügte über einen Vorstand, dem folgende Mitglieder angehörten:
Tristan Nitot (Präsident), Jean-Christophe Lapprand (Schatzmeister), Pascal Chevrel (Generalsekretär), Peter Van der Beken, Axel Hecht und Zbigniew Braniecki.

## Entwicklertage
Eine Aufgabe von Mozilla Europe bestand darin, die – in der Regel zweitägigen – Mozilla Entwicklertage in Europa zu planen und durchzuführen. Diese Konferenzen waren öffentlich. Interessierte konnten über Probleme oder Verbesserungswünsche der Mozilla-Programme diskutieren sowie ihre gegenseitigen Entwicklungsfortschritte darstellen. Folgende Entwicklertage hatten stattgefunden:
- 17. Februar 2004 in Brüssel
- 23. Juni 2007 in Paris